# Augustyn Yu Chin-gil
Augustyn Yu Chin-gil (ko. 유진길 아우구스티노) (ur. 1791 w Korei, zm. 22 września 1839 w Seulu) – koreański męczennik, święty Kościoła katolickiego.
Augustyn Yu Chin-gil pochodził z rodziny koreańskich urzędników rządowych, jest ojcem najmłodszego kanonizowanego koreańskiego męczennika Piotra Yu Tae-ch’ŏl. Augustyn Yu Chin-gil był znany jako człowiek głębokiej kontemplacji.
Yu Chin-gil poszukując odpowiedzi o sens życia studiował neokonfucjanizm, a następnie taoizm i buddyzm. Nie znalazł jednak zadowalającej go odpowiedzi. Dopiero po poznaniu nauki chrześcijańskiej stwierdził, że jest to to, czego szukał. Po prześladowaniach z 1801 r. w Korei przez długi czas nie było katolickich księży. W związku z tym pierwszym jego nauczycielem został katolik Paweł Chŏng Ha-sang. W październiku 1824 r. z Korei do Pekinu udała się dyplomatyczna delegacja. Yu Chin-gil wystarał się, żeby został tłumaczem poselstwa i zabrał ze sobą Pawła Chŏng Ha-sang w przebraniu sługi. Obaj spotkali się z biskupem Pekinu, a Yu Chin-gil poprosił o chrzest. Następnie pobierali nauki u tamtejszych księży oraz przedstawili biskupowi trudności z jakimi borykał się Kościół w Korei, kładąc szczególny nacisk na nieobecność w tym kraju duchownych. Jednak w związku z prześladowaniami w Chinach księża nie mogli swobodnie podróżować i biskup odmówił wysłania misjonarzy do Korei, natomiast zaproponował wysłanie listu do papieża z prośbą o przysłanie misjonarzy, co też uczynili. List ten biskup Pekinu przekazał reprezentantowi kongregacji misji w Makau, który przełożył go na łacinę i wysłał do papieża. Pismo to spowodowało ustanowienie przez Grzegorza XVI 9 września 1831 r. wikariatu apostolskiego Korei.
Podczas prześladowania katolików Augustyn Yu Chin-gil został aresztowany w domu w lipcu 1839 r. Torturami próbowano zmusić go do wyrzeczenia się wiary, pozostał jednak nieugięty. Został ścięty 22 września 1839 w Seulu razem z Pawłem Chŏng Ha-sang.
Dniem jego wspomnienia jest 20 września (w grupie 103 męczenników koreańskich).
Beatyfikowany 5 lipca 1925 r. przez papieża Piusa XI, kanonizowany 6 maja 1984 r. przez Jana Pawła II w grupie 103 męczenników koreańskich.